# Cyathea stolzei x ursina
Cyathea stolzei x ursina là một loài dương xỉ trong họ Cyatheaceae. Loài này được A.R. Sm. & Grayum mô tả khoa học đầu tiên..
Danh pháp khoa học của loài này chưa được làm sáng tỏ. 